# 2006 RH120
2006 RH120 là một tiểu hành tinh gần Trái Đất nhỏ và thiên thể quay nhanh với đường kính khoảng 2 đến 3 mét thường quay quanh Mặt trời nhưng tiếp cận gần với hệ Mặt trăng Trái Đất khoảng hai mươi năm một lần, khi nó có thể tạm thời đi vào quỹ đạo Trái Đất thông qua chụp vệ tinh tạm thời (TSC). Gần đây nhất, nó đã ở trên quỹ đạo Trái Đất từ tháng 9 năm 2006 đến tháng 6 năm 2007. Do hậu quả của quỹ đạo tạm thời của nó quanh Trái Đất, hiện tại nó là tiểu hành tinh nhỏ nhất trong Hệ Mặt trời có quỹ đạo nổi tiếng. Cho đến khi được chỉ định một hành tinh nhỏ vào ngày 18 tháng 2 năm 2008, vật thể được gọi là 6R10DB9, một số nhận dạng nội bộ được chỉ định bởi Khảo sát bầu trời Catalina.

## Khám phá
2006 RH120 được phát hiện vào ngày 14 tháng 9 năm 2006 bởi máy ảnh Schmidt 27 inch (690 mm) của Khảo sát bầu trời Catalina ở Arizona. "6R10DB9" là chỉ định khám phá riêng của Khảo sát bầu trời Catalina cho đối tượng này, thường chỉ được sử dụng trên Trang xác nhận NEO của MPC (NEOCP) cho đến khi chỉ định IAU được áp dụng, nếu đối tượng được phân loại là đối tượng phụ. Nó đã được thêm vào ngày 14 tháng 9 vào NEOCP và sau đó được gỡ bỏ với lời giải thích rằng nó "không phải là một hành tinh nhỏ". Tính toán quỹ đạo sơ bộ cho thấy nó đã bị lực hấp dẫn của Trái Đất bắt giữ từ quỹ đạo mặt trời trong khoảng thời gian khoảng 11 tháng, tương tự như nhiều tên lửa đẩy đã sử dụng có niên đại từ chương trình Apollo của thập niên 1960 và đầu thập niên 1970. 6R10DB được chỉ định năm 2006 RH120 vào ngày 18 tháng 2 năm 2008.